# 3 Secrets
3 Secrets (italienischer Originaltitel: 3 Segreti) ist ein kooperatives Kartenspiel der italienischen Spieleautoren Martino Chiacchiera und Pierluca Zizzi. Es erschien im Jahr 2017 bei dem italienischen Verlag dV Giochi und im gleichen Jahr bei Abacusspiele. Ziel der Spieler ist es, in der Rolle von Privatdetektiven gemeinsam jeweils drei Geheimnisse einer Person aufzuklären.

## Spielweise
Das Spiel 3 Secrets ähnelt in seiner Spielweise den Spielen der Serie Black Stories, Es ist ein kooperatives Spiel, bei dem die Mitspieler im Team versuchen, gemeinsam zu gewinnen. Thematisch übernehmen alle Mitspieler mit Ausnahme von einem die Rollen von Privatdetektiven, die jeweils drei Geheimnisse von Personen zu einem Kriminalfall aufklären müssen. Einer der Mitspieler übernimmt die Rolle eines geheimen Ermittlers, der die Lösung kennt. Dieser darf befragt werden, allerdings nur kryptisch antworten. Schaffen es die Spieler, die Rätsel innerhalb der vorgegebenen Zeit von drei mal fünf Minuten zu lösen, haben sie die Spielrunde gewonnen.
Das Spielmaterial besteht aus einer Spielregel und 50 großen Karten, auf deren Vorderseite jeweils eine Person abgebildet ist und deren Rückseite Hinweise und die Lösung der Geheimnisse enthält. Zu dem Spiel gehört zudem eine Mobile App, die als Zeitgeber fungiert.

### Spielablauf
Zum Beginn des Spiels wird ein Spieler ausgewählt, der die Rolle des verdeckten Ermittlers übernimmt. Die Mitspieler wählen eine Charakterkarte und schauen sich diese an. Jede Karte zeigt eine Person in einer Umgebung, in der drei Gegenstände eingefärbt sind. Diese Gegenstände sind den drei zu ermittelnden Geheimnissen zu einem Kriminalfall zugeordnet, wobei die Farbe den Schwierigkeitsgrad Hinweise anzeigt. Der geheime Ermittler liest die Rückseite der Karte und kennt damit die gesuchten Geheimnisse der Person. Sobald die Karte gewählt ist, wird in der App der Name der Person auf der Karte eingegeben und, sobald der Ermittler fertig ist, diese gestartet.
Die Detektive haben für die Ermittlung der drei Geheimnisse maximal 15 Minuten Zeit, davon entfallen jeweils 5 Minuten auf ein Geheimnis. Sie dürfen dem geheimen Ermittler so viele Fragen stellen, wie sie möchten. Dieser darf darauf nur mit „Ja“, „Nein“, „Nicht ganz“ oder „Das ist irrelevant“ antworten und versucht so, die Spieler zur richtigen Antwort zu führen. Der Ermittler darf jederzeit entscheiden, den Detektiven einen der auf der Kartenrückseite angegebenen Hinweise vorzulesen. Sobald er dies tut, teilt er es der App mit und die verbleibende Zeit für die Ermittlung dieses Geheimnisses wird halbiert. Wenn die Detektive ein Geheimnis ermitteln, wird dies in die App gegeben und die fünf Minuten für das nächste Geheimnis werden gestartet. Dabei ist die Reihenfolge der Lösung der Geheimnisse beliebig und muss nicht in der Reihenfolge der Angaben auf der Karte erfolgen. Gelingt es den Detektiven nicht, ein Geheimnis in der vorgegebenen Zeit zu lösen, liest der geheime Ermittler die Lösung vor und startet die Zeit für das nächste Geheimnis.
Das Spiel endet, wenn alle drei Geheimnisse einer Karte aufgedeckt wurden. Entsprechend der aufgedeckten Ergebnisse erhält das Team eine Wertung von 0 bis 3 Sternen für seine Arbeit. Bei 0 und einem Stern konnte der Fall nicht geklärt werden, bei 2 und 3 Sternen wurde er gelöst.

## Ausgaben und Rezeption
Das Kartenspiel 3 Secrets wurde von den italienischen Spieleautoren Martino Chiacchiera und Pierluca Zizzi entwickelt und bei dem italienischen Verlag dV Giochi 2017 in einer italienischen und einer englischen Version veröffentlicht. Im gleichen Jahr erschien das Spiel bei dem deutschen Verlag Abacusspiele.

## Belege
1. 1 2 3 4 5 6  Offizielle Spielregeln (Seite nicht mehr abrufbar, festgestellt im Juni 2023. Suche in Webarchiven) für 3 Secrets
2. ↑  Versionen von 3 Secrets in der Datenbank BoardGameGeek; abgerufen am 5. Februar 2017.